# Ungarische Badmintonmeisterschaft 1966
Die Ungarische Badmintonmeisterschaft 1966 fand in Budapest statt. Es war die siebente Austragung der nationalen Meisterschaften von Ungarn im Badminton.

## Titelträger
| Disziplin    | Sieger                        |
| ------------ | ----------------------------- |
| Herreneinzel | János Cserni                  |
| Dameneinzel  | Katalin Jászonyi              |
| Herrendoppel | János Cserni Zsolt Vajna      |
| Damendoppel  | Katalin Jászonyi Renáta Doba  |
| Mixed        | János Cserni Katalin Jászonyi |